# بژگ گووگووسکی
بژگ گووگووسکی (به لهستانی:  Brzeg Głogowski) یک روستا در لهستان است که در گمینا ژوکوویتسه واقع شده‌است. بژگ گووگووسکی ۵۰۰ نفر جمعیت دارد.